# Damian Hardung
Damian Hardung est un acteur allemand, né le 7 septembre 1998 à Cologne (Allemagne). 
Il est connu pour son rôle de Jonas Neumann dans la série Club der roten Bänder (de), pour son rôle de Dan Riffert dans la série How to Sell Drugs Online (Fast) et pour son rôle de James Beaufort dans la série Maxton Hall : Le monde qui nous sépare.

## Biographie

### Jeunesse et formation
Damian Hardung est né le 7 septembre 1998, à Cologne en Allemagne. Ses parents sont Marika et Alexander Hardung, orthopédistes. Il a deux frères, Leon et Gabriel.
À l'âge de 14 ans, il obtient une bourse d'études pour jeunes enfants à haut potentiel intellectuel dans une école privée de New York City, où il fréquente le célèbre Directors Lab du Lincoln Center Theater.
Il a joué au football au SC Fortuna Cologne jusqu'à l'adolescence. En 2016, il passe l'équivalent du baccalauréat en Allemagne, au lycée Humboldt dans le sud de Cologne.
À partir de 2018, il a étudié la médecine en plus de la comédie.

### Carrière
Damian Hardung commence sa carrière d'acteur dès l'âge de 11 ans en participant à plusieurs courts-métrages.
En 2012, il décroche son premier rôle important au cinéma avec un second rôle dans le film Transpapa. La même année, il enchaîne avec des rôles secondaires dans la comédie romantique Unter Frauen (de) et dans le thriller télévisé Online – Ma fille en danger (de).
Toujours en 2012, il se distingue dans un rôle plus important avec Clara et le secret des ours, un film jeunesse où il incarne un orphelin aventureux. Le film est bien reçu et récompensé, marquant ainsi une première reconnaissance pour le jeune acteur.
En 2015, Damian Hardung connaît une véritable percée avec la série dramatique Club der roten Bänder (de), qui suit le quotidien de jeunes atteints d'un cancer dans un hôpital. Son interprétation du jeune cancéreux Jonas Neumann, amputé de la jambe, lui vaut plusieurs distinctions, dont le Prix allemand de l'acteur et le New Faces Award, ainsi qu'une nomination au Prix Günter Strack de la télévision.
En 2016, il joue l'un des rôles principaux dans la comédie télévisée Der Hodscha und die Piepenkötter, incarnant le fils d'une maire conservatrice qui tombe amoureux de la fille d'un hodja, sur fond de thématiques d'intégration.
En 2018, Damian Hardung élargit son horizon à l'international en intégrant le casting de la série italienne Le Nom de la rose, adaptation du célèbre roman d'Umberto Eco. Il y tient le rôle principal du jeune moine Adso de Melk, face à John Turturro.
Sa notoriété grandit en 2019 grâce à son rôle principal de Dan Riffert dans la série Netflix How to Sell Drugs Online (Fast), qui rencontre un franc succès auprès du public et contribue à le faire connaître auprès d'une audience plus large. La sortie de la saison 4 est prévue pour le 8 avril 2025.
En 2023, il joue un rôle plus sombre, celui de Ben, un vampire amoureux d'une humaine, dans une mini-série sur ZDF, Love sucks (de).
Cependant, c'est en 2024 qu'il accède à une renommée internationale avec son rôle de James Beaufort dans la série Maxton Hall : Le monde qui nous sépare. Cette mini-série romantique connaît un succès fulgurant à sa sortie, enregistrant la plus grande audience mondiale jamais atteinte pour une première semaine de diffusion sur Amazon Prime Video. La saison 2 est annoncée par Amazon pour fin 2025.

### Vie privée
Damian Hardung reste très discret sur sa vie privée. Lors de la sortie de la série Maxton Hall en mai 2024, des rumeurs ont circulé sur une possible liaison avec Harriet Herbig-Matten (de), l'actrice a confirmé qu'ils n'étaient pas ensemble.

## Filmographie

### Cinéma
- 2012 : Clara et le secret des ours : Thomas
- 2012 : Online – Ma fille en danger (de) : Lars
- 2012 : Unter Frauen (de) : Alexander
- 2012 : Transpapa (de) : Christopher
- 2018 : Club der roten Bänder - Der Film (de) : Jonas Neumann
- 2018 : La Plus Belle Fille du monde (de) : Rick
- 2019 : Auerhaus (de) : Höppner
- 2021 : War Sailor (de) : Hans
- 2023 : Stella, une vie allemande : Manfred Kübler
- Prochainement : Into the Deep Blue : Nick

### Télévision
- 2015-2017 : Club der roten Bänder (de) : Jonas Neumann
- 2016 : Der Hodscha und die Piepenkötter (de) : Patrick
- 2018 : Le Nom de la rose : Adso de Melk
- depuis 2019 : How to Sell Drugs Online (Fast) : Dan Riffert
- 2020 : Spides : Alexander Wassiljew / Alexander
- 2021 : Buba : Dan Riffert
- 2022 : Nos années miraculeuses : Winne
- 2022 : Yesterday We Were Still Children (de) : Peter Klettmann (jeune)
- 2023 : Love sucks (de) : Ben
- 2023 : Am Ende der Wahrheit : Mischa
- 2023 : Pauline : Samuel
- 2024 : Softies : Marvin
- depuis 2024 : Maxton Hall : Le monde qui nous sépare : James Beaufort

## Distinctions

### Récompenses
- 2016 : New faces Award, prix spécial (collectif) pour Club der roten Bänder (de)
- 2019 : Sarajevo Youth FF, Golden Wolf Ring, meilleure performance d'acteur dans Club der roten Bänder - Wie alles begann